# Pałac w Przedborowej
Pałac w Przedborowej – zabytkowy pałac wybudowany w połowie XIX w. w Przedborowej – wsi w Polsce, położonej w województwie dolnośląskim, w powiecie ząbkowickim, w gminie Stoszowice.

## Historia
Dwukondygnacyjny obiekt wybudowany na planie prostokąta jest kryty czterospadowym dachem mansardowo-naczółkowym. W 2008 r. w pałacu mieściła się szkoła podstawowa. Główne wejście znajduje się centralnie w ganku, na którego dachu jest balkon a nad nim fronton. Obiekt jest częścią zespołu pałacowo-folwarcznego, w skład którego wchodzą jeszcze oficyny mieszkalne, mieszkalno-gospodarcze, gospodarcze oraz park.